# Číchov
Číchov är en ort i Tjeckien.   Den ligger i regionen Vysočina, i den centrala delen av landet, 130 km sydost om huvudstaden Prag. Číchov ligger 434 meter över havet och antalet invånare är 269.
Terrängen runt Číchov är varierad. Číchov ligger nere i en dal. Runt Číchov är det tätbefolkat, med 683 invånare per kvadratkilometer. Närmaste större samhälle är Jihlava, 17,7 km nordväst om Číchov. Trakten runt Číchov består till största delen av jordbruksmark.